# Той
„Той“ (на испански: Él) е мексикански филм от 1953 година, трагикомедия на режисьора Луис Бунюел по негов сценарий в съавторство с Луис Алкориса, базиран на едноименния роман от 1926 година на Мерседес Пинто.
В центъра на сюжета е мъж, който се жени за много по-млада жена и започва да изпитва болезнена ревност, която го довежда до умопомрачение. Главните роли се изпълняват от Артуро де Кордова, Делия Гарсес, Карлос Мартинес Баена.
„Той“ дебютира през април 1953 година на Кинофестивала в Кан, където е номиниран за Голямата награда.